# Dieter Friedrich (lekkoatleta)
Dieter Friedrich (ur. 21 grudnia 1947 w Eldagsen) – niemiecki lekkoatleta, średniodystansowiec i płotkarz. W czasie swojej kariery startował w barwach Republiki Federalnej Niemiec.
Zdobył brązowy medal w sztafecie 4 × 4 okrążenia (w składzie: Paul-Heinz Wellmann, Godehard Brysch, Friedrich i Bernd Epler) na halowych mistrzostwach Europy w 1971 w Sofii.
Był wicemistrzem RFN w biegu na 400 metrów przez płotki w 1971 i 1975 oraz brązowym medalistą w tej konkurencji w 1968, a w hali wicemistrzem w biegu na 800 metrów w 1971.